# Interstate 384
Pour les articles homonymes, voir Route 384.
L'Interstate 384 (I-384) est une autoroute auxiliaire du Connecticut. Elle fait 8,2 miles (13,2 km) d'ouest en est, depuis l'I-84 / I-291 à East Hartford jusqu'à la US 6 / US 44 à Bolton.

## Description du tracé

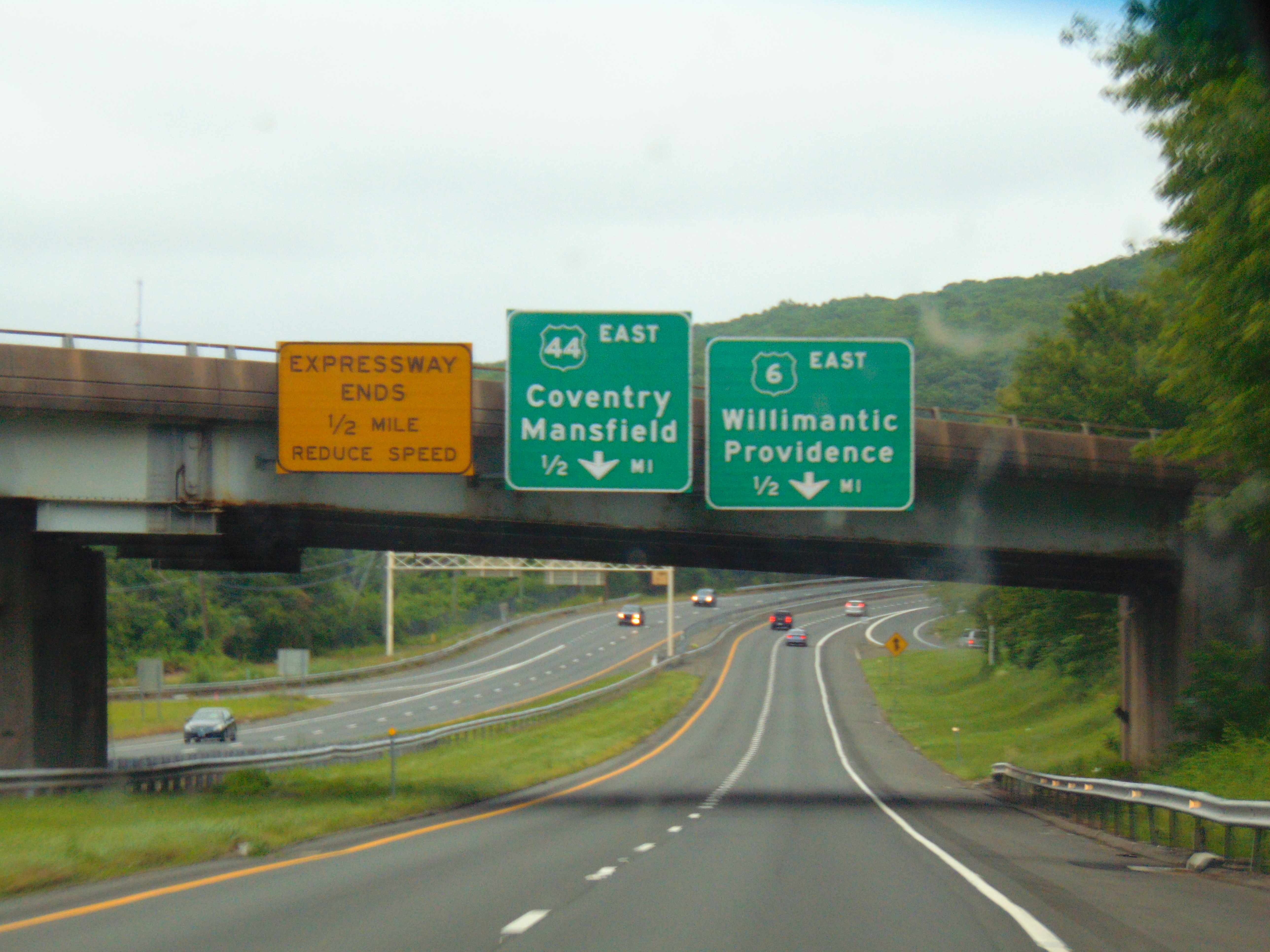
I-384 à son terminus est à la US 6 / US 44.

L'I-384 débute officiellement à la sortie 59 de l'I-84 aux limites entre East Hartford et Manchester. L'autoroute est également accessible depuis les voies réservées aux HOV de l'I-84 ouest. Sur son trajet, l'I-384 rencontre quelques rues locales de Manchester. C'est à Bolton que l'I-384 se termine à la rencontre des routes US 6 / US 44.

## Liste des sorties
| Interstate 384                            |               |      |       |        |                                                                     |                                              |
| Comté                                     | Municipalité  | mi   | km    | Sortie | Intersections / Destinations                                        | Notes                                        |
| Hartford                                  | East Hartford | 0,00 | 0,00  | 1A     | I-84 / I-291 ouest – Hartford, Boston, Windsor                      | Sortie 59 de l'I-84                          |
| Hartford                                  | Manchester    | 0,00 | 0,00  | —      | I-84 ouest (Voies réservées) / Silver Lane – Hartford               | Sortie direction ouest, entrée direction est |
| Hartford                                  | Manchester    | 0,77 | 1,24  | 1B     | Spencer Street / Silver Lane                                        | Indiqué sortie 1 en direction est            |
| Hartford                                  | Manchester    | 2,78 | 4,47  | 2      | Keeney Street / Hartford Road                                       | Hartford Road non-indiqué en direction est   |
| Hartford                                  | Manchester    | 4,17 | 6,71  | 4      | Route 83 (en) – Centre-ville de Manchester, Glastonbury             |                                              |
| Hartford                                  | Manchester    | 5,44 | 8,75  | 5      | Highland Street                                                     |                                              |
| Tolland                                   | Bolton        | 7,36 | 11,84 | 7      | Route 85 (en) – Bolton, Colchester                                  | Sortie direction est, entrée direction ouest |
| Tolland                                   | Bolton        | 8,53 | 13,73 | —      | US 6 est / US 44 est – Coventry, Mansfield, Willimantic, Providence | Continue au-delà comme US 6 / US 44          |
| - Accès incomplet - Accès réservé aux HOV |               |      |       |        |                                                                     |                                              |